# Иливицкий, Георгий Алексеевич
Георгий Алексеевич Иливицкий (30 апреля 1921, Акмолинск, Акмолинский уезд, Акмолинская губерния, Киргизская АССР, РСФСР — 28 ноября 1989, Свердловск, РСФСР, СССР) — советский шахматист, международный мастер (1955), мастер спорта СССР (1947).

## Биография
Родился 30 апреля 1921 в Акмолинске.
Вскоре семья переехала в Свердловск. Шахматами увлекся в старших классах (ему было 15 лет) и далее занимался под руководством заслуженного тренера РСФСР А. И. Козлова. В конце 1937 года перевыполнил норму для получения 1 категории, а через три года получил звание кандидата в мастера спорта.
В 1942 году в Свердловске прошел показательный эвакуационный турнир с участием пяти мастеров и шести кандидатов в мастера. Иливицкий разделил в этом турнире 4-7 места с И. Болеславским, В. Микенасом и И. Вистанецкисом — известными шахматистами того времени.
В 1941 году окончил Свердловский горно-металлургический техникум и начал производственную деятельность в качестве химика-аналитика на Пышминском медеэлектролитном заводе.
Двукратный чемпион РСФСР (1948, 1949). Оба раза Иливицкий делил в соревновании первое место и дважды выиграл дополнительное соревнование с разгромным счетом: у Аратовского 9:3 и у Дубинина 6:2.
Участник четырёх чемпионатов СССР, межзонального турнира (1955). Наибольшего успеха в чемпионатах страны добился в 1955 году, разделив 3-6 места в компании М. Ботвинника, Т. Петросяна и Б. Спасского. Бронзовая медаль позволила ему выступать в межзональном турнире чемпионата мира в Гётеборге в 1955 году. В нем Иливицкому не хватило пол-очка, чтобы получить звание гроссмейстера и выйти в турнир претендентов.
В составе сборной РСФСР участник 3-х первенств СССР между командами союзных республик: 1948 — 3-е место, 1951 — 1-е место, 1953 — 2 место. Неоднократно выступал в составе сборной РСФСР в международных матчах, занимал призовые места в международных турнирах.
С 1952 года работал на Уралмашзаводе в должности старшего техника-конструктора, затем — инженера-конструктор НИИ тяжелого машиностроения Уралмашзавода. До конца своих дней совмещал работу с занятиями шахматами.
Занесен в Книгу Памяти Министерства спорта Свердловской области под № 78.
Скончался 28 ноября 1989 года в Свердловске. Похоронен на Северном кладбище.

### Семья
Отец — инженер из Екатеринбурга Алексей Васильевич Иливицкий, мать — Елена Николаевна (1895—1971, похоронена на Восточном кладбище Екатеринбурга).
Жена — Иливицкая Ева Вячеславовна (1926—1996), похоронена рядом с мужем.

## Основные спортивные результаты
| Год  | Турнир                                                | Результат      | Место |
| ---- | ----------------------------------------------------- | -------------- | ----- |
| 1946 | 6-й чемпионат РСФСР                                   | 6 из 11        | 5-6   |
| 1947 | 7-й чемпионат РСФСР                                   | 8½ из 13       | 4     |
| 1948 | 8-й чемпионат РСФСР Матч за 1-е место с Н. Аратовским | 10 из 15 9 : 3 | 1-2   |
|      | 16-й чемпионат СССР                                   | 9 из 18        | 10-11 |
| 1949 | 9-й чемпионат РСФСР Матч за 1-е место с П. Дубининым  | 9½ из 13 6 : 2 | 1-2   |
| 1950 | 10-й чемпионат РСФСР                                  | 7 из 11        | 5-6   |
| 1951 | 11-й чемпионат РСФСР                                  | 8 из 13        | 3     |
| 1952 | 12-й чемпионат РСФСР                                  | 7 из 13        | 5-7   |
|      | 20-й чемпионат СССР                                   | 8½ из 19       | 14-15 |
| 1954 | 21-й чемпионат СССР                                   | 8 из 19        | 14-16 |
| 1955 | 22-й чемпионат СССР                                   | 11½ из 19      | 3-6   |
|      | Межзональный турнир (Гётеборг)                        | 10½ из 20      | 10-11 |
| 1956 | Матч с Л. Пахманом                                    | 3½ : 2½        |       |
|      | Рейкьявик                                             |                | 2-3   |
| 1963 | 22-й чемпионат РСФСР                                  | 11 из 17       | 2     |